# Bois-joli
Cet article concerne l'espèce florale. Pour le village canadien, voir Bois-Joli. Pour le pays fictif, voir Le Manège enchanté.
Daphne mezereum
Espèce
Classification phylogénétique
Le bois-joli, jolibois, verdelet, vert-bois, Daphné bois-gentil, bois-gentil, mézéréon ou daphné morillon (Daphne mezereum) est une espèce d'arbustes à feuilles caduques de la famille des Thymelaeaceae. Il est répandu en Europe et dans l'Ouest de l'Asie, généralement sur sol calcaire.
Toute la plante est toxique, feuilles comme fruits.

## Étymologie
Daphne, nymphe de la Grèce antique, fille de Pénée et courtisée par Apollon. Refusant de céder à ses avances, elle demanda à son père Pénée de la transformer en laurier rose. En grec, Daphné est le nom du laurier. Le nom arabe du Daphné, Defla, vient de Daphne Mezereum d'un mot arabe signifiant toxique.

## Description

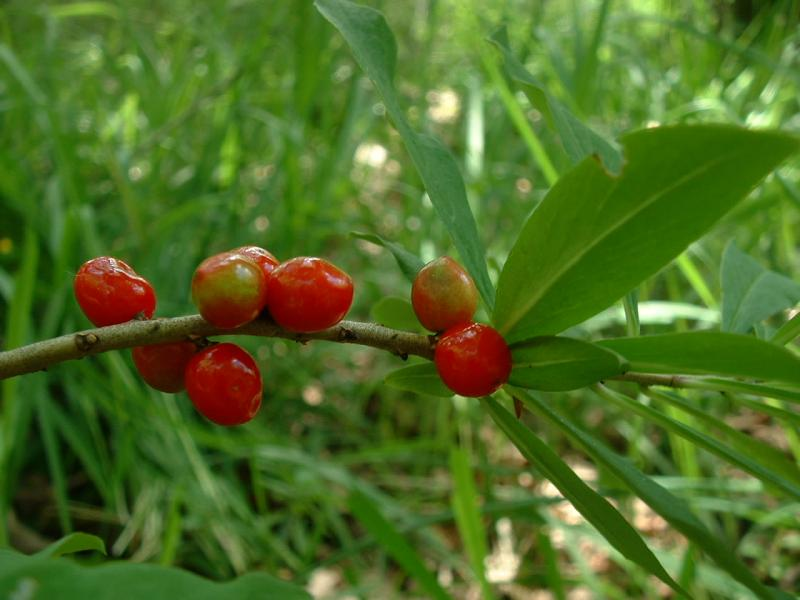
Fruits

Daphne mezereum est un arbrisseau à tiges dressées, à feuilles oblongues, les terminales en rosettes, molles, caduques. Les fleurs rouges ou roses apparaissent en février, avant les feuilles, et exhalent une délicieuse odeur. Les drupes rouges mûrissent entre juillet et septembre. Elles sont toxiques pour les mammifères mais sont mangées par de nombreux oiseaux qui permettent la dissémination des graines.
Organes reproducteurs :
- Type d'inflorescence : racème simple
- Répartition des sexes : hermaphrodite
- Type de pollinisation : autogame
- Période de floraison : février à mai

Graine :
- Type de fruit : drupe
- Mode de dissémination : endozoochore

## Habitat et répartition
On rencontre le bois-joli en France dans les bois sur sol calcaire. Il est plutôt rare et même absent dans l'ouest et la région méditerranéenne.
- Habitat type : sous-bois herbacés médioeuropéens, basophiles, montagnards, des ubacs
- Aire de répartition : eurasiatique (Europe jusqu'au Caucase et l'Altaï)

Données d'après: Julve, Ph., 1998 ff. - Baseflor. Index botanique, écologique et chorologique de la flore de France. Version : 23 avril 2004. 
À l'étage collinéen en France, la floraison est précoce : elle débute dès la mi-février.

## Toxicité

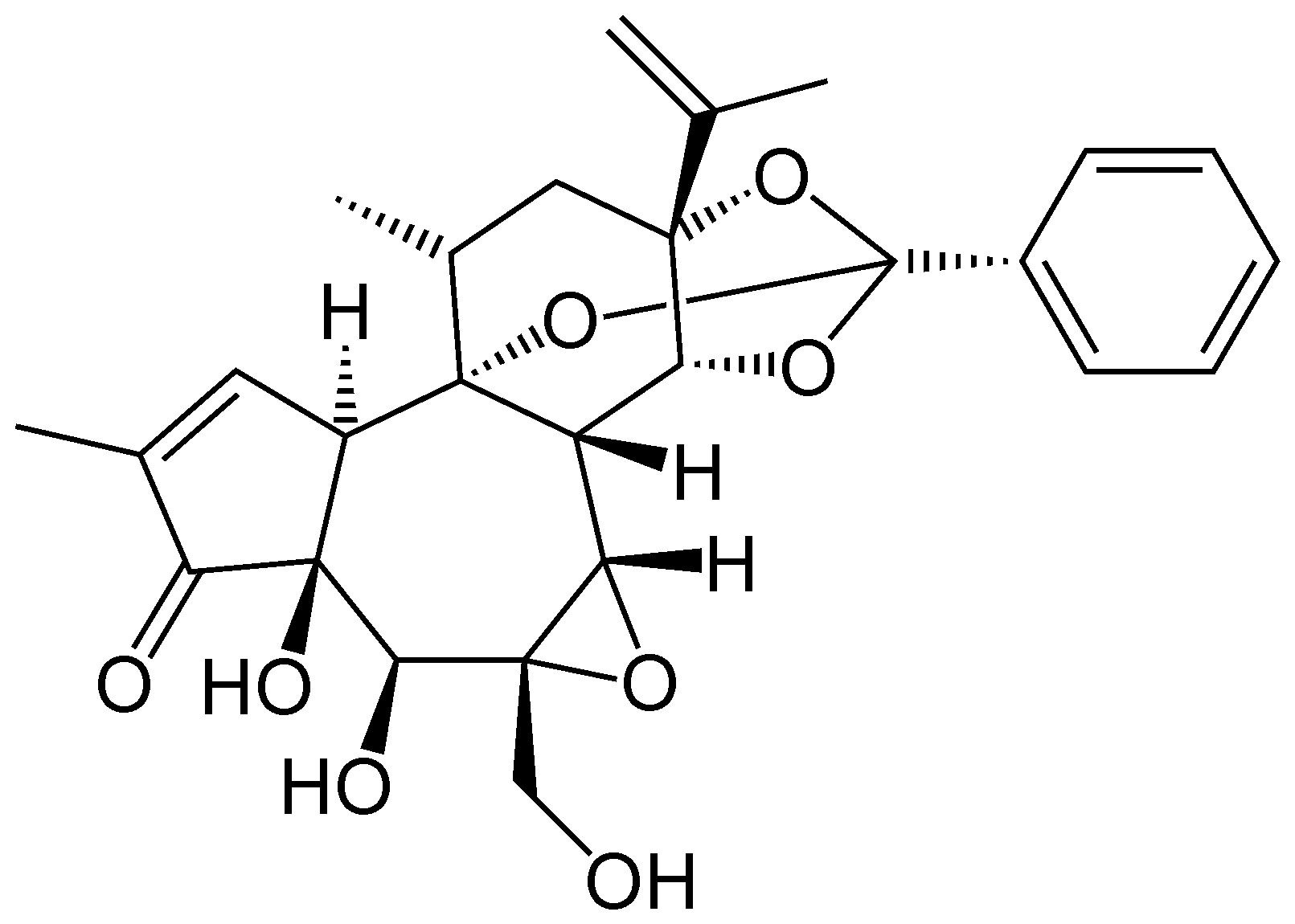
Formule topologique de la daphnétoxine

Toute la plante est toxique en raison de la présence d'un hétéroside, la daphnétoxine et d'une résine vésicante. On considère que la dose toxique est voisine de 4-5 fruits et que la dose létale pour un adulte est comprise entre 10 et 20 fruits. L'intoxication commence par des troubles digestifs avec brûlure de la bouche, nausées, douleurs abdominales et peut aller jusqu'à des convulsions, voire un coma.
Le simple contact avec certaines parties de la plante peut provoquer des dermites (résine vésicante).
Les fruits ont été utilisés comme appâts pour empoisonner poissons, renards et loups. Les différentes parties de la plante ont également été utilisées pour obtenir des teintures allant du jaune au rouge.
C'est une plante qu'il faut considérer comme dangereuse et même potentiellement mortelle par son fruit.
En raison de sa toxicité, le bois-joli fait en France l'objet d'une réglementation particulière depuis le 4 septembre 2020.

## Symbolique

### Calendrier républicain
- Dans le calendrier républicain, le mézéréon était le nom attribué au 8e jour du mois de pluviôse[3].

### Citation
« Elle [la sorcière] aime aussi à le [Satan] nommer du petit nom de verdelet, jolibois, vert-bois, ce sont les lieux favoris de l'espiègle »
Jules Michelet, la Sorcière.

## Galerie

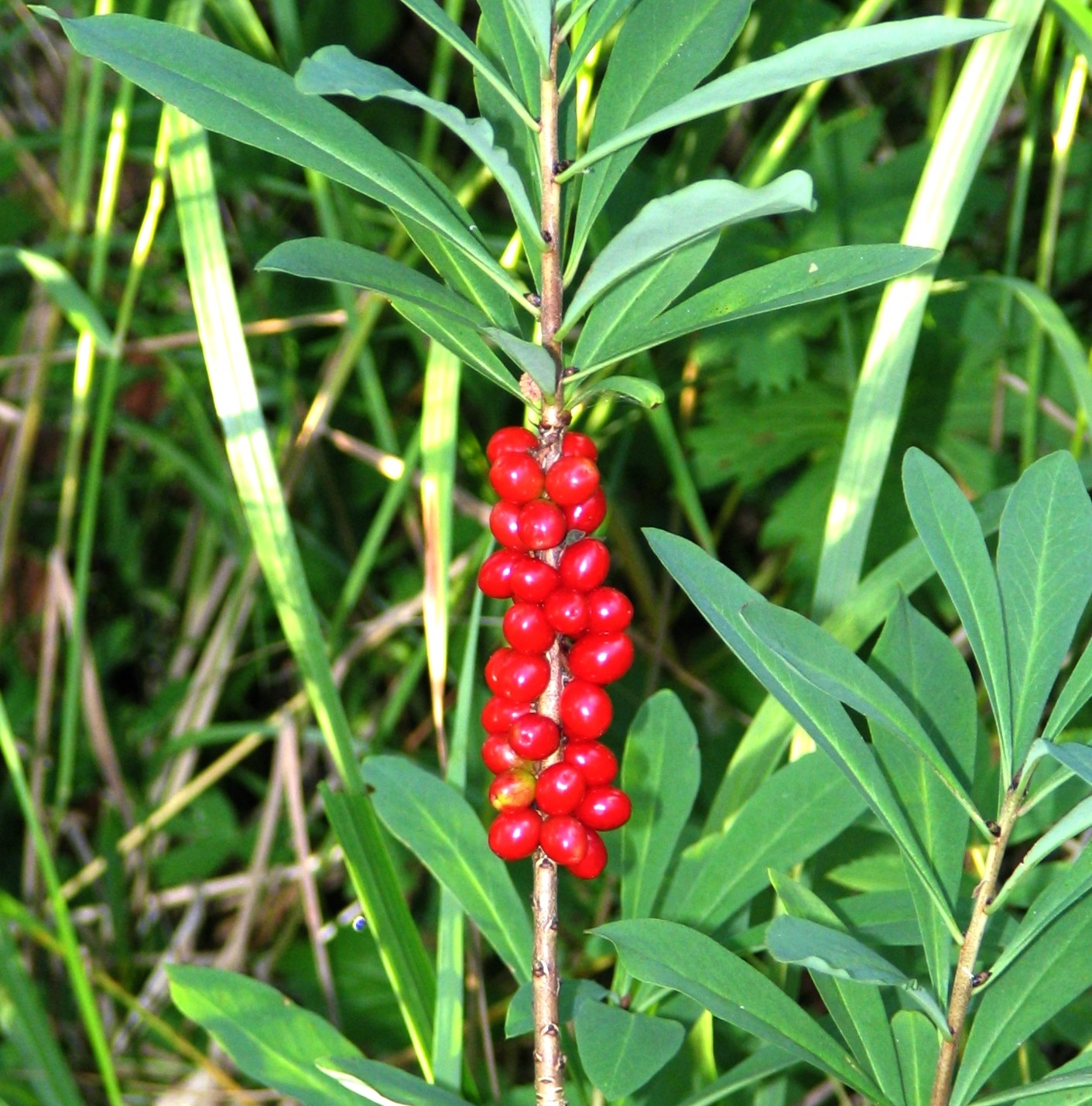
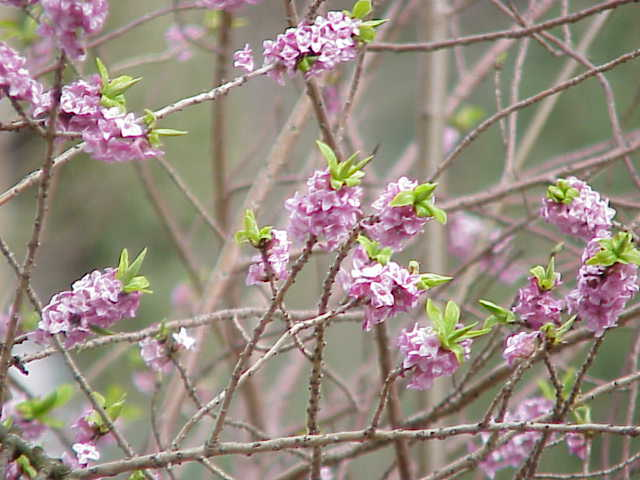
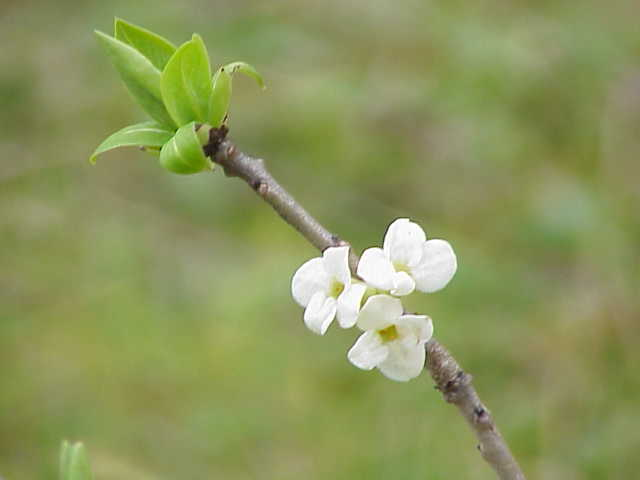
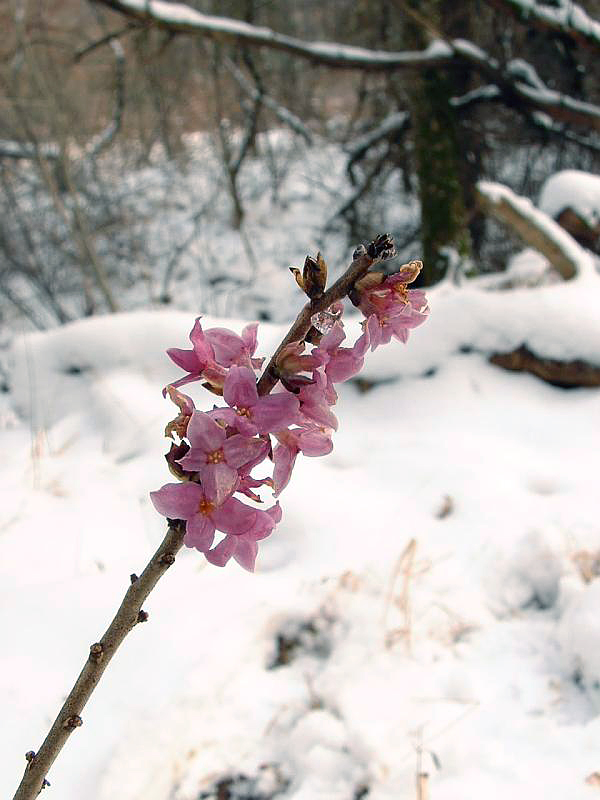